# 圣昂若
圣昂若（法語：Saint-Angeau，法語發音：[sɛ̃.t‿ɑ̃ʒo]）是法国夏朗德省的一个旧市镇，位于该省中北部，属于孔福朗区。2018年1月1日，圣昂若和相邻的另外2个市镇合并为新市镇瓦勒德博尼约尔（Val-de-Bonnieure），并成为政府驻地。

## 地理
圣昂若（45°50'54"N, 0°17'12"E）面积10.94 平方千米，位于法国新阿基坦大区夏朗德省，该省份为法国西部内陆省份，北起德塞夫勒省和维埃纳省，东临上维埃纳省，东南至多尔多涅省，南至多爾多涅省，西接滨海夏朗德省。
与圣昂若接壤的市镇（或旧市镇、城区）包括：欧萨克-瓦达勒、库尔让、楠克拉尔、拉罗谢特、博尼约尔河畔圣阿芒、博尼约尔河畔圣西耶、圣科隆布。

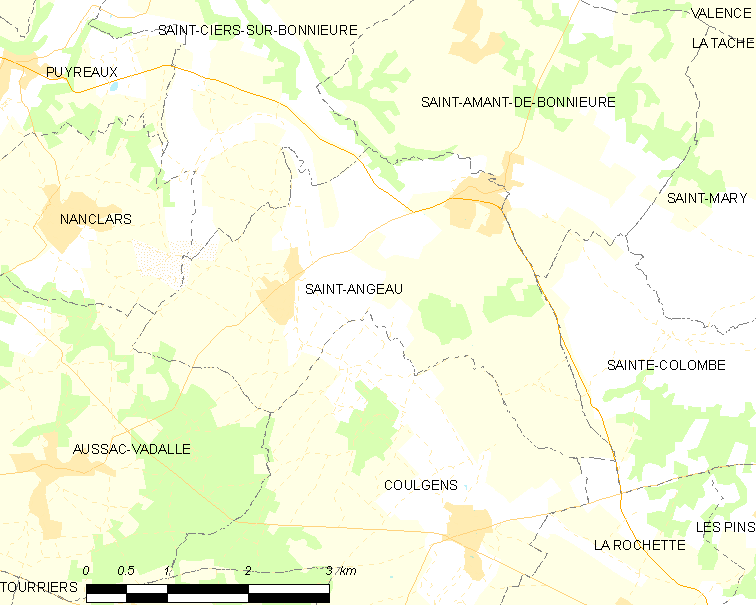
圣昂若的OSM定位图

圣昂若的时区为UTC+01:00、UTC+02:00（夏令时）。

## 行政
圣昂若的邮政编码为16230，INSEE市镇编码为16300。

## 政治
圣昂若所属的省级选区为布瓦克斯-芒卢瓦县。

## 人口

1962-2008年间圣昂若人口变化图示

圣昂若于2017年1月1日时的人口数量为740人。